# Aran-szigetek
Az Aran-szigetek (ír nyelven Oileáin Árann) egy három szigetből álló szigetcsoport Írország nyugati partjainál, a Galway-öbölben. Közigazgatásilag Galway megyéhez tartozik.
A szigetek Írország azon kevés részéhez tartoznak, ahol még élő az ír nyelv. Ezt jelzik a szigetek-, illetve a szigeteken található falvak és helynevek ír elnevezései is.

## Földrajz
A legnagyobb sziget Inishmore (ír nyelven Árainn (Mhór) vagy Inis Mór), a középső, és nagyságban a második Inishmaan (Inis Meáin / Inis Meadhóin), a legkeletibb és legkisebb pedig Inisheer (Inis Thiar vagy Inis Oírr / Inis Oirthir).
Tőle nyugatra találhatók a Brannock-szigetek sziklaszirtjei.

## Népesség
Inishmore a legnagyobb sziget 831 fős népességgel. A szigetek legnagyobb települése Killornan (Cill Rónáin), egyben kikötő is 270 fős lakossággal. A középső sziget Inishmaan a legkevésbé népes (187 fő) és legkevésbé turizmus-orientált. A legkisebb sziget Inisheer 272 fővel. (Az adatok a 2002-es népszámlálásból valók).
A szigetek teljes lakossága:
- 1996: 1303
- 2002: 1281
- 2006: 1218

## Turizmus
A szigeteken számos vaskori erődítmény található, többek között a Dún Aengus (Dún Aonghasa) és a Black Fort (Dún Dúchathair). Különösen a nyári időszakban nagyszámú látogató érkezik, és mára a turizmus a helyiek egyik jelentős bevételi forrása lett. Hajóval az út körülbelül egy óra Rossavealből (Galway megye).

## Képek

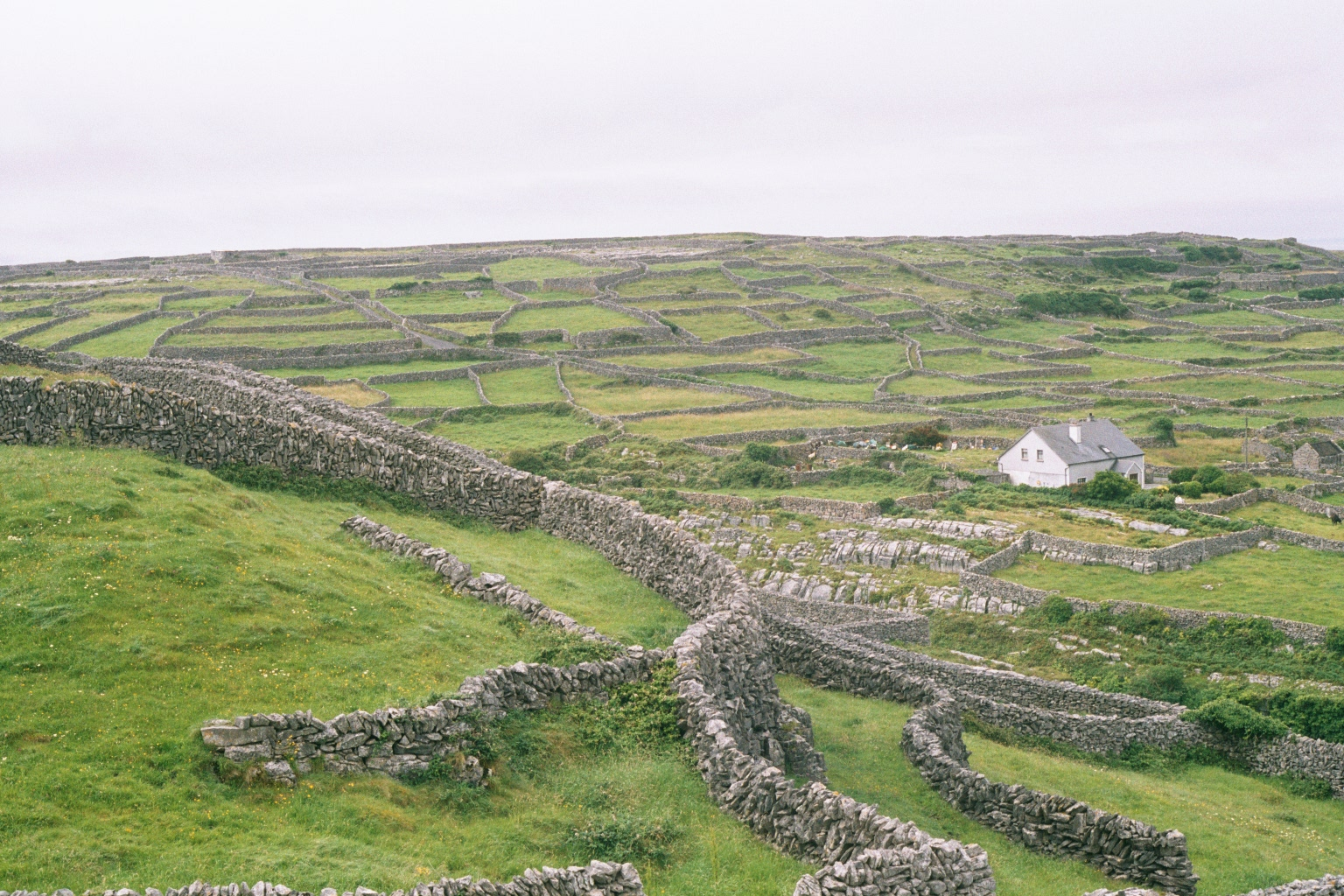
Kőfallal elválasztott kertek
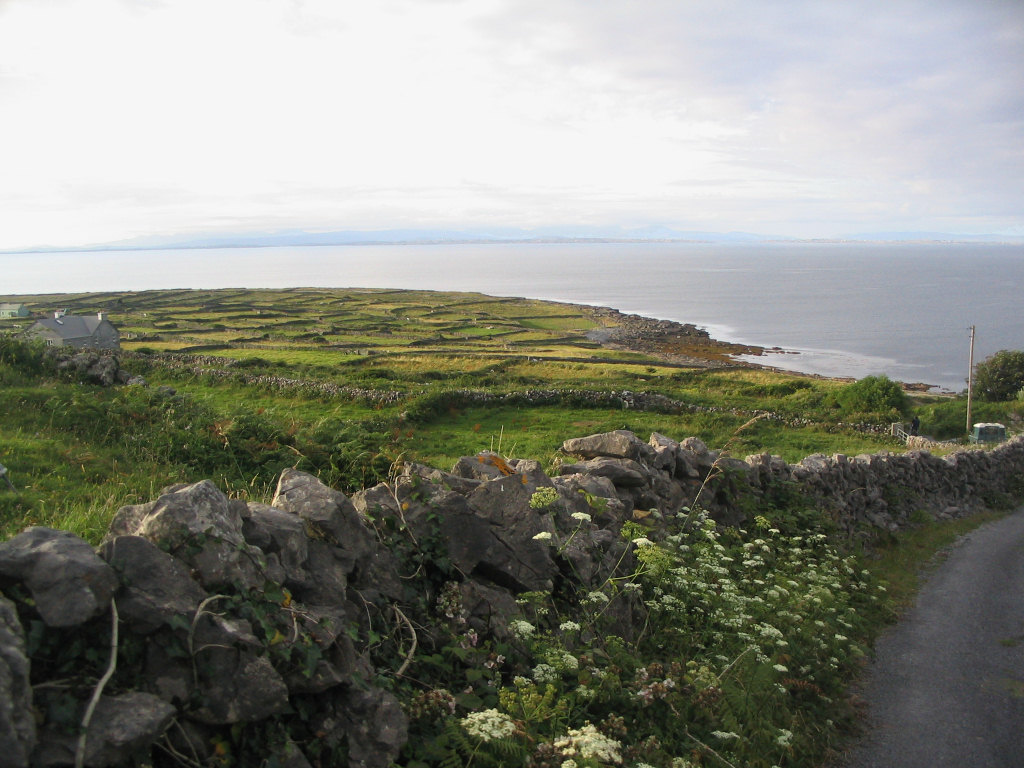
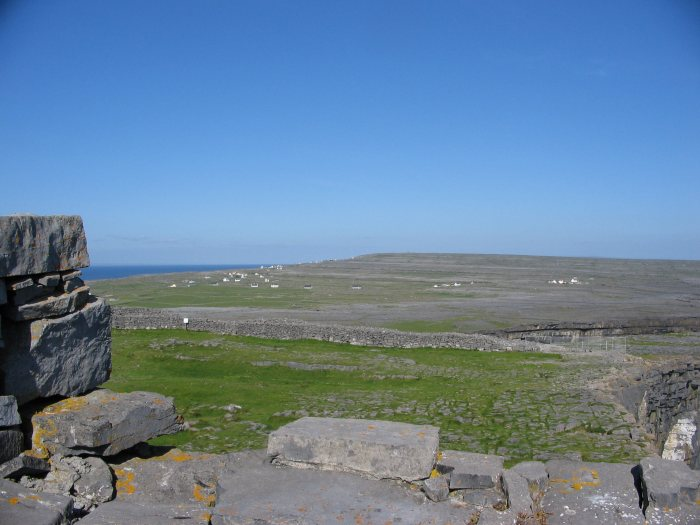
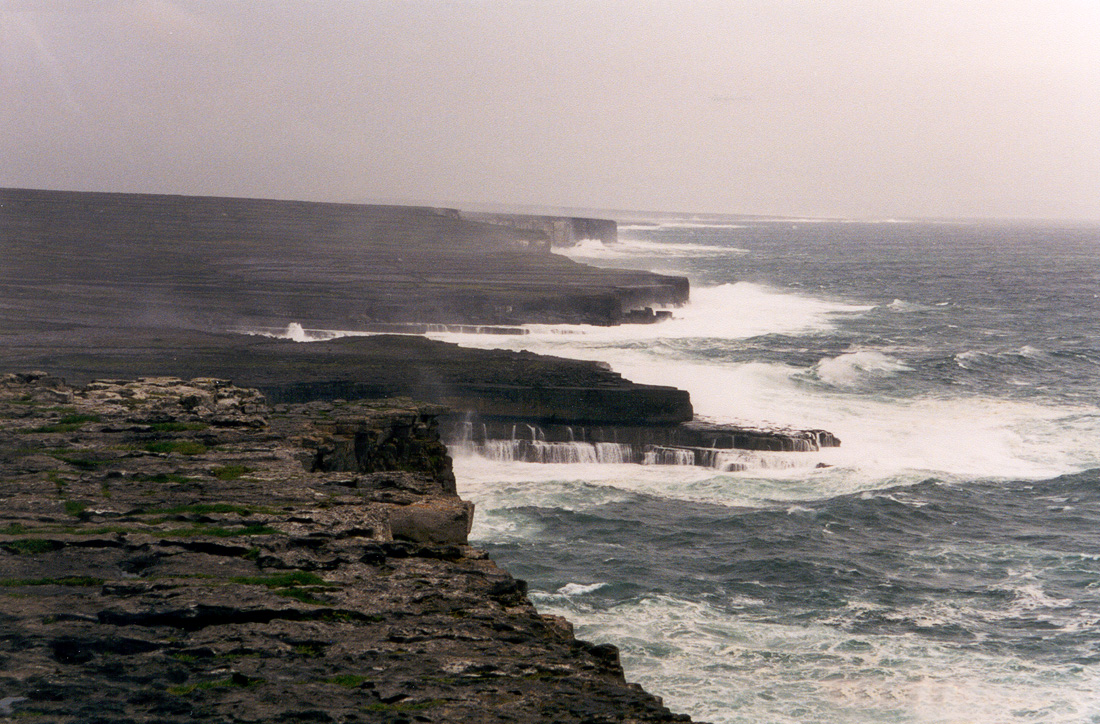
Inishmore vad partjai